# Saint-Géraud-de-Corps
 Saint-Géraud-de-Corps  (en occitano Sent Giraud de Còrbs) es una población y comuna francesa, situada en la región de Aquitania, departamento de Dordoña, en el distrito de Bergerac y cantón de Villefranche-de-Lonchat.

## Demografía
| 162 | 149 | 152 | 149 | 150 | 167 |
| Para los censos de 1962 a 1999 la población legal corresponde a la población sin duplicidades (Fuente: INSEE [Consultar]) |     |     |     |     |     |